# Canton d'Angoulême-2
Le canton d'Angoulême-2 est une circonscription électorale française du département de la Charente recréée par le décret du 20 février 2014 et entrée en vigueur lors des élections départementales de 2015.

## Histoire
Jusqu'en 1982, la commune d'Angoulême est divisée en deux cantons : Angoulême-I et Angoulême-II.
Le décret no 82-25 du 15 janvier 1982 portant modification et création de cantons dans le département de la Charente remplace ces deux cantons par trois nouveaux cantons :
- canton d'Angoulême-Est,
- canton d'Angoulême-Nord,
- canton d'Angoulême-Ouest.

Un nouveau découpage territorial de la Charente entre en vigueur en mars 2015, défini par le décret du 20 février 2014, en application des lois du 17 mai 2013 (loi organique 2013-402 et loi 2013-403). Les conseillers départementaux sont, à compter de ces élections, élus au scrutin majoritaire binominal mixte. Les électeurs de chaque canton élisent au Conseil départemental, nouvelle appellation du Conseil général, deux membres de sexe différent, qui se présentent en binôme de candidats. Les conseillers départementaux sont élus pour 6 ans au scrutin binominal majoritaire à deux tours, l'accès au second tour nécessitant 12,5 % des inscrits au 1er tour. En outre la totalité des conseillers départementaux est renouvelée. Ce nouveau mode de scrutin nécessite un redécoupage des cantons dont le nombre est divisé par deux avec arrondi à l'unité impaire supérieure si ce nombre n'est pas entier impair, assorti de conditions de seuils minimaux. Dans la Charente, le nombre de cantons passe ainsi de 35 à 19.

## Représentation

### Conseillers d'arrondissement (de 1833 à 1940)
| Période                                  | Période          | Identité                                            | Étiquette                | Qualité |
| ---------------------------------------- | ---------------- | --------------------------------------------------- | ------------------------ | --- |
| 1833                                     | 1837 (décès)     | Jean-Baptiste François Albert                       | Centre                   | Avocat puis Président du Tribunal civil d'Angoulême, ancien député (1815-1823)                              |
| 1837                                     | 1845             | Pierre II Vallier                                   |                          | Juge au Tribunal civil d'Angoulême                                                                          |
| 1845                                     | 1848             | M. Beyraud                                          |                          | |
| 1848                                     |                  | Pierre Maufras                                      |                          | Maire de L'Houmeau-Pontouvre                                                                                |
|                                          |                  |                                                     |                          | |
| avant 1871                               | 1876 (démission) | Jean Bernard Emile Chevrier                         |                          | Médecin à Angoulême, chirurgien de la Marine                                                                |
| 1876                                     | 1880             | Jean-Auguste Lafon                                  | Républicain              | Notaire à Angoulême                                                                                         |
| 1880                                     | 1889             | Alfred Chauveau (1836-1916)                         | Républicain              | Fabricant de papier, maire de Magnac, Président de la Chambre de commerce d'Angoulême                       |
| 1889                                     | 1890 (démission) | Paul Déroulède                                      | Boulangiste              | Poète, propriétaire à Gurat, député (1889-1893 et 1898-1901)                                                |
| 1890                                     | 1901             | Nicolas Maigret (1831-1919)                         | Républicain              | Propriétaire-agriculteur, maire de Champniers                                                               |
| 1901                                     | 1913             | Antoine Pontaillier (1850-1914)                     | Républicain              | Directeur des travaux de la Ville d'Angoulême, maire de Ruelle depuis 1896                                  |
| 1913                                     | 1919             | Louis Gouverner (1863-1938)                         | Républicain              | Ingénieur-constructeur, industriel, conseiller municipal d'Angoulême                                        |
| 1919                                     | 1925             | Gaston Maigret (1889-1972, petit-fils de N.Maigret) | Républicain puis Radical | Propriétaire, viticulteur, conseiller municipal de Champniers                                               |
| 1925                                     | 1935 (décès)     | Jean Fressingeas (1861-1935)                        | SFIO puis PSdF           | Ouvrier, Président de la commission des coopératives ouvrières, conseiller municipal d'Angoulême            |
| 1935                                     | 1940             | Henri Guionnet (1885-1959)                          | PSdF puis USR            | Cultivateur, maire du Gond-Pontouvre (1926-1944)                                                            |
| 1940                                     |                  |                                                     |                          | Les conseils d'arrondissement ont été suspendus par la loi du 12 octobre 1940 et n'ont jamais été réactivés |
| Les données manquantes sont à compléter. |                  |                                                     |                          | |

### Conseillers généraux de 1833 à 1973
| Période                                  | Période          | Identité                           | Étiquette                            | Qualité |
| ---------------------------------------- | ---------------- | ---------------------------------- | ------------------------------------ | --- |
| 1833                                     | 1842             | Philippe Albert                    | Centre gauche                        | Magistrat à Angoulême Député (1830-1831, 1834-1842 et 1846-1848) |
| 1842                                     | 1845             | Paul Joseph Normand de Latranchade |                                      | Maire d'Angoulême (1837-1841 et 1849-1855) |
| 1845                                     | 1847             | Philippe Albert                    | Centre gauche                        | Magistrat Député (1830-1831, 1834-1842 et 1846-1848) |
| 1847                                     | 1848             | François Machenaud-Gaury           |                                      | Ancien négociant Premier adjoint au Maire d'Angoulême |
| 1848                                     | 1861             | Charles de Chancel fils            |                                      | Juge au Tribunal civil d'Angoulême Président de la société archéologique d'Angoulême |
| 1861                                     | 1868             | Angel Albert                       |                                      | Propriétaire à Angouleme |
| 1868                                     | 1868             | Pierre Jules Gignac                |                                      | Médecin Maire de Champniers |
| 1869                                     | 1892             | Jean Marrot                        | Union républicaine                   | Avocat Maire d'Angoulême (1870-1874 et 1888-1894) Député (1881-1885) |
| 1892                                     | 1901 (démission) | Paul Déroulède                     | Ligue des patriotes puis Boulangiste | Poète Propriétaire à Gurat Député (1889-1893 et 1898-1901) |
| 1901                                     | 1919             | Auguste Mulac                      | Républicain                          | Journaliste, rédacteur en chef de La Charente Maire d'Angoulême (1894-1896 et 1900-1919) Député (1901-1910) Sénateur (1912-1928)                                                                               |
| 1919                                     | 1922             | Jean Mouillefarine                 | Entente (droite)                     | Industriel, maire de Soyaux |
| 1922                                     | 1928             | Jean Antoine                       | PC-SFIC puis USC                     | Commis principal de la Marine à la fonderie de Ruelle Maire de Ruelle |
| 1928                                     | 1940             | René Gounin                        | SFIO puis PSdF puis USR              | Instituteur intérimaire, propriétaire à Montignac-Charente Député (1928-1939) Sénateur (1939-1945) Ancien conseiller d'arrondissement du Canton de Saint-Amant-de-Boixe                                        |
|                                          |                  |                                    |                                      | |
| 1943                                     | 1945             | André Marot                        | ?                                    | Négociant, secrétaire général de l'Association des commerçants Premier adjoint au maire d'Angoulême Nommé membre de la Commission administrative départementale en 1941 Nommé conseiller départemental en 1943 |
|                                          |                  |                                    |                                      | |
| 1945                                     | 1951             | Albert Grandjean                   | PCF                                  | Cimentier à Gond-Pontouvre |
| 1951                                     | 1973             | Jean-Maurice Poitevin              | SFIO puis PS                         | Instituteur Maire de Ruelle Elu en 1973 dans le Canton de Ruelle-sur-Touvre |
| Les données manquantes sont à compléter. |                  |                                    |                                      | |

### Représentation depuis 2015
| Période élective | Période élective | Mandat | Mandat   | Identité          | Nuance | Nuance | Qualité |
| ---------------- | ---------------- | ------ | -------- | ----------------- | ------ | ------ | --- |
| 2015             | 2021             | 2015   | 2021     | Annick Richard    |        | PS     | Chef d'entreprise Adjointe au maire de L'Isle-d'Espagnac jusqu'en 2020 |
| 2015             | 2021             | 2015   | 2021     | Frédéric Sardin   |        | DVG    | Ancien conseiller ministériel de Martine Pinville Conseiller municipal d'Angoulême (2014-2020) Ancien conseiller général du canton d'Angoulême-Nord (2004-2015)                |
| 2021             | 2028             | 2021   | en cours | Thomas Mesnier    |        | HOR    | Médecin Député de la 1re circonscription de la Charente (2017-2022) Rapporteur général du budget de la Sécurité sociale de l'Assemblée nationale (2020-2022) Membre d'Horizons |
| 2021             | 2028             | 2021   | en cours | Laëtitia Regrénil |        | LREM   | Infirmière, deuxième adjointe au maire de L'Isle-d'Espagnac, ancienne suppléante de Thomas Mesnier à l'Assemblée nationale                                                     |

Thomas Mesnier est membre du parti Horizons.

### Résultats détaillés

#### Élections de mars 2015
À l'issue du 1er tour des élections départementales de 2015, deux binômes sont en ballottage : Annick Richard et Frédéric Sardin (Union de la Gauche, 44,53 %) et Véronique de Maillard et Olivier Rivière (Union de la Droite, 35,92 %). Le taux de participation est de 46,32 % (5 758 votants sur 12 432 inscrits) contre 50,21 % au niveau départementalet 50,17 % au niveau national.
Au second tour, Annick Richard et Frédéric Sardin (Union de la Gauche) sont élus avec 50,66 % des suffrages exprimés et un taux de participation de 46,43 % (2 697 voix pour 5 772 votants et 12 432 inscrits).
Frédéric Sardin a quitté le PS pour rejoindre LREM, puis s'est présenté en 2021 comme candidat sans étiquette.

#### Élections de juin 2021
Le premier tour des élections départementales de 2021 est marqué par un très faible taux de participation (33,26 % au niveau national). Dans le canton d'Angoulême-2, ce taux de participation est de 29,17 % (3 426 votants sur 11 745 inscrits) contre 33,39 % au niveau départemental. À l'issue de ce premier tour, deux binômes sont en ballottage : Thomas Mesnier et Laëtitia Regrenil (REM, 42,18 %) et Jacques Nicolas et Béatrice Pailler (binôme écologiste, 28,06 %).
Le second tour des élections est marqué une nouvelle fois par une abstention massive équivalente au premier tour. Les taux de participation sont de 34,3 % au niveau national, 33,99 % dans le département et 30,42 % dans le canton d'Angoulême-2. Thomas Mesnier et Laëtitia Regrenil (REM) sont élus avec 53,11 % des suffrages exprimés (1 748 voix pour 3 573 votants et 11 747 inscrits),,.

## Composition de 1801 à 1973
Le canton d'Angoulême-2 était composé 
- d'une partie de la ville d'Angoulême (bureaux de Bussatte, Saint-Cybard, L'Houmeau)
- des communes de Balzac, Bouëx, Champniers, Fléac, Garat, Gond-Pontouvre, L'Isle-d'Espagnac, Magnac-sur-Touvre, Mornac, Ruelle, Saint-Yrieix-sur-Charente, Soyaux et Touvre.

## De 1973 à 1982
En 1973, création :
- Du Canton de Ruelle
- Du Canton de Soyaux

(Décret du 13 juillet 1973).

## De 1982 à 2015
En 1982, le canton d'Angoulême-2 disparaît. 
Sont créés :
- Le canton d'Angoulême-Est
- Le canton d'Angoulême-Nord
- Le canton d'Angoulême-Ouest.

(Décret du 15 janvier 1982).

## Composition depuis 2015
| Nom                               | Code Insee | Intercommunalité  | Superficie (km2) | Population (dernière pop. légale)                | Densité (hab./km2) | Modifier                                    |
| --------------------------------- | ---------- | ----------------- | ---------------- | ------------------------------------------------ | ------------------ | ------------------------------------------- |
| Angoulême (bureau centralisateur) | 16015      | CA GrandAngoulême | 21,85            | Fraction : 13 821 (2022) Commune : 41 423 (2022) | 1 896              | modifier les données · modifier les données |
| L'Isle-d'Espagnac                 | 16166      | CA GrandAngoulême | 5,95             | 5 691 (2022)                                     | 956                | modifier les données · modifier les données |
| Canton d'Angoulême-2              | 1602       |                   |                  | 19 512 (2022)                                    |                    | modifier les données                        |

Le canton d'Angoulême-2 comprend :
1. Une commune entière,
2. La partie de la commune d'Angoulême située au nord d'une ligne définie par l'axe des voies et limites suivantes : à partir de la limite territoriale de la commune de Saint-Yrieix-sur-Charente, cours de la Charente, pont Saint-Cybard, rue de Bordeaux, avenue de Cognac, rue Léonard-Jarraud, rue de la Corderie, place Perrot, avenue Gambetta, boulevard de la République, place Victor-Hugo (incluse), boulevard René-Chabasse (exclu), boulevard René-Liédot (exclu), boulevard Chanzy (inclus), rue d'Angoulême-à-Grapillet (exclu), jusqu'à la limite territoriale de la commune de Soyaux.

## Démographie
En 2022, le canton comptait 19 512 habitants, en évolution de +3,69 % par rapport à 2016 (Charente : −0,48 %, France hors Mayotte : +2,11 %).
| 2013   | 2018   | 2022   |
| ------ | ------ | ------ |
| 18 900 | 18 988 | 19 512 |